# Dasyhelea tiberstiensis
Dasyhelea tiberstiensis är en tvåvingeart som beskrevs av Clastrier, Rioux och Descous 1961. Dasyhelea tiberstiensis ingår i släktet Dasyhelea och familjen svidknott.
Artens utbredningsområde är Tchad. Inga underarter finns listade i Catalogue of Life.